# Chalcone
Cet article concerne le composé chimique. Pour le genre de papillon de la sous-famille des Hesperiinae, voir Chalcone (papillon).
La chalcone  est une énone aromatique, qui est le noyau d'une classe de composés chimiques au rôle important en biologie, les chalcones. Elle est constituée d'une molécule de prop-2-ènal ou acroléine liée à chaque extrémité à un groupe phényle. La chalcone existe donc sous la forme de deux stéréoisomères (Z et E) en fonction de la disposition des substituants autour de la double liaison centrale.

## Synthèse

### Biosynthèse
La chalcone est naturellement synthétisée par un grand nombre de plantes suivant la voie métabolique des phénylpropanoïdes. La phénylalanine est d'abord transformée en acide cinnamique, lui-même transformé en acide paracoumarique qui forme alors un thioester avec le coenzyme A, le 4-coumaroyl-CoA. Ce dernier réagit alors avec 3 molécules de malonyl-coenzyme A qui finissent par se cycliser et former un second groupe phényle, formant ainsi la chalcone.
  {\displaystyle {\xrightarrow {PAL}}}    {\displaystyle {\xrightarrow {C4H}}} 
acide paracoumarique + coenzyme A {\displaystyle {\xrightarrow {4CL}}} 4-coumaryl-CoA
4-coumaryl-CoA + 3 malonyl-CoA  {\displaystyle {\xrightarrow {CHS}}}   + 4 CoA + 3 CO2
PAL: phénylalanine ammonia-lyase, C4H : cinnamate 4-hydroxylase, 4CL: 4-coumarate-CoA ligase, CHS : chalcone synthase.
La chalcone peut ensuite être transformée par cyclisation interne en flavonoïde.

#### Réaction proche
La naringinine-chalcone (phlorétine) est produite de façon similaire, à partir de 4-coumaroyl-CoA et de 3 molécules de malonyl-coenzyme A, par l'action d'une autre enzyme, la naringinine-chalcone synthase (en).

### En laboratoire
En laboratoire, la chalcone peut être préparée par crotonisation (condensation aldolique) du benzaldéhyde avec l'acétophénone, réaction catalysée par une base, en général de la soude :
Cette réaction s'est révélée marcher également sans solvant, c'est-à-dire une réaction en phase solide. Cette réaction entre un benzaldéhyde substitué et l'acétophénone a servi de modèle dans le cadre de la chimie verte. Cette réaction, dans ce cadre a aussi été effectuée, à partir des mêmes réactifs, dans l'eau à haute température (entre 200 et 350 °C).

## Dérivés
La chalcone peut être substituée en de nombreuses positions, par différents groupes. Ces dérivés sont appelés chalcones ou chalconoïdes.

Différents sites pouvant accueillir un substituant

On peut citer l'isoliquiritigénine (2',4',4-trihydroxychalcone), la butéine (3,4,4',6'-tétrahydroxychalcone), le kanakugiol (2′-hydroxy-3′,4′,5′,6′-tétraméthoxychalcone) ou encore la pédicelline (2′,3′,4′,5′,6′-pentaméthoxychalcone).